# Chilton, Buckinghamshire
Chilton är en ort och civil parish  i Storbritannien.   Den ligger i kommunen Buckinghamshire och riksdelen England, i den södra delen av landet, 70 km nordväst om huvudstaden London. Chilton ligger 123 meter över havet och antalet invånare är 302.
Terrängen runt Chilton är huvudsakligen platt. Chilton ligger uppe på en höjd. Runt Chilton är det ganska tätbefolkat, med 192 invånare per kvadratkilometer. Närmaste större samhälle är Oxford, 18,1 km väster om Chilton. Trakten runt Chilton består till största delen av jordbruksmark.